# Katie Featherston
Katie Featherston es una actriz estadounidense de cine y televisión que alcanzó la fama a través de su actuación en la película de terror Paranormal Activity.

## Biografía
Featherston nació en El Paso, Texas el 20 de octubre de 1982. Estudió en la secundaria James Bowie High School, en la cual participó en actividades relacionadas con las artes dramáticas. Posteriormente asistió a la Southern Methodist University, donde se especializó en actuación. Después de graduarse en 2005 con un título en Bellas Artes, se mudó a Los Ángeles.

## Carrera
Mientras estudiaba actuación en la Southern Methodist University, conoció a Brad Sykes, director y escritor de Mutation, quien la contrató para interpretar el papel de Melissa en una película (que no se estrenó en los cines) en formato DVD. Luego de su debut, fue contratada para interpretar el papel de Katie en la película Paranormal Activity. Posteriormente fue contratada para interpretar el mismo papel en las siguientes secuelas.

## Filmografía
| Año  | Película                                                                               | Papel/Rol         | Notas |
| ---- | -------------------------------------------------------------------------------------- | ----------------- | --- |
| 2005 | Private Lives / Vidas Privadas                                                         | Shannon           | |
| 2005 | The Scorekeeper / El Anotador                                                          | Sally             | |
| 2006 | Mutation / Mutación                                                                    | Melissa           | |
| 2007 | Paranormal Activity / Actividad Paranormal                                             | Katie Featherston | Screamfest Horror Film Festival for Best Actress (2007) Nominada – MTV Movie Award for Best Frightened Performance (2010) |
| 2007 | The Distance From Here                                                                 | Jenn              | |
| 2010 | Paranormal Activity 2 / Actividad Paranormal 2                                         | Katie Featherston | |
| 2010 | Psychic Experiment / Experimento Psíquico                                              | Elspeth Thompson  | |
| 2010 | First Light                                                                            | Cynthia           | |
| 2011 | Paranormal Activity 3 / Actividad Paranormal 3                                         | Katie Adulta      | Cameo |
| 2012 | Paranormal Activity 4 / Actividad Paranormal 4                                         | Katie Featherston | |
| 2014 | Paranormal Activity: The Marked Ones / Actividad Paranormal: Los Marcados              | Katie Adulta      | Cameo |
| 2015 | Paranormal Activity: The Ghost Dimension / Actividad Paranormal: La Dimensión Fantasma | Katie Adulta      | Mencionada |

### Televisión
| Año  | Serie     | Papel/Rol                | Notas                         |
| ---- | --------- | ------------------------ | ----------------------------- |
| 2012 | The River | Rosetta "Rabbit" Fischer | Papel Recurrente, 3 episodios |